# Rio Crăcănel
O Rio Crăcănel é um rio da Romênia, afluente do Pârâul Mic, localizado no distrito de Braşov.